# Форс-мажор (фильм, 1998)
Форс-мажор (англ. Return to Paradise, дословно — Возвращение в Рай) — драматический триллер 1998 года режиссёра Джозефа Рубена по сценарию Уэсли Стрика и Брюса Робинсона.

## Сюжет
Трое друзей, Льюис МакБрайд, Шериф и Тони, замечательно проводят время в малайзийском раю. Их приключения включают в себя то, что их чуть не сбила машина, когда они ехали на велосипеде, и они были вынуждены покупать рог носорога у малайзийских местных жителей. Они также покупают большой пакет гашиша у торговца наркотиками. Трое мужчин оказываются у своего дома на берегу океана, размышляя о своём будущем в этом райском уголке.
Тони и Шериф решают вернуться в Нью-Йорк, в то время как Льюис, будучи «зелёным» активистом, хочет отправиться на Борнео, чтобы спасти находящихся под угрозой исчезновения орангутангов. В последний день они выбрасывают оставшийся гашиш в мусор. Спустя время, в Нью-Йорке, Шериф работает водителем лимузина, а Тони — архитектором.
Молодой адвокат по имени Бет сообщает им, что их друг Льюис провёл последние два года в тюрьме Пенанг в Малайзии из-за гашиша, найденного в их доме в Малайзии. Она говорит, что он получит смертный приговор, если один или оба мужчины не вернутся, чтобы разделить ответственность. Бет уверяет их обоих, что они не будут страдать в тюрьме, не будут подвергаться пыткам или каким-либо другим действиям. После изнурительных восьми дней, в течение которых они должны принять решение, у Бет и Шерифа завязывается любовный роман, и оба мужчины решают вернуться в Малайзию. По прибытии всё выглядит хорошо, пока они не посещают тюрьму, чтобы увидеть Льюиса.
Льюис, видимо, психологически пострадал от сурового заключения, хотя сообщается, что он не подвергался пыткам или голоду, как в случае с другими заключёнными. Впоследствии Бет рассказывает, что она сестра Льюиса и явно манипулирует двумя мужчинами. Её ложь вызывает у Тони страх перед системой правосудия Малайзии, он бросает Льюиса и улетает обратно в Соединённые Штаты. Сначала Шериф следует за Тони, но решает оказаться в тюрьме, чтобы спасти своего друга, и возвращается в зал суда, в котором судят Льюиса.
Судья, похоже, воодушевлён этим актом мужества, пока не обнаруживает газетную вырезку из американской газеты, в которой обвиняют малайзийскую систему правосудия и осуждают их за суровое наказание Льюису. Из-за этого судья приходит в бешенство и выносит Льюису смертный приговор, несмотря на решение Шерифа принять свою долю ответственности. Он также даёт Шерифу неизвестный срок тюремного заключения.
Когда Льюиса забирают на казнь, Шериф слышит его крики и борьбу. Из окна он зовёт его и неоднократно заверяет, что он не один. Незадолго до того, как его повесят, Льюис успокаивается в ответ на эти заверения и тихо умирает.
Шериф уверяет Бет, что Льюис, несмотря на его эмоциональный срыв, казался спокойным в последние минуты. Растроганная Бет  целует Шерифа в знак их любви и связи. Она говорит ему, что генеральный прокурор сказал, что правительство Малайзии тихо освободит его в течение шести месяцев, как только внимание СМИ уляжется, чтобы сохранить своё лицо. Когда охранник выводит Шерифа, Бет говорит, что она отвезёт тело своего брата домой, а затем вернётся в Малайзию, чтобы дождаться его освобождения.

## В ролях
| Актёр              | Роль                    |
| ------------------ | ----------------------- |
| Винс Вон           | Джон "Шериф" Волгечерев |
| Хоакин Феникс      | Льюис МакБрайд          |
| Энн Хеч            | Бет Истерн              |
| Дэвид Конрад       | Тони Крофт              |
| Вера Фармига       | Керри                   |
| Ник Сэндоу         | Равитч                  |
| Джада Пинкетт-Смит | М.Дж.Мейджор            |
| Рэймонд Дж. Бэрри  | отец Шерифа             |
| Патрик Тео         | председатель суда       |
| Дианна Юсофф       | женщина в баре          |